# Quella notte con te
Quella notte con te (Unfinished Business) è un film del 1941 diretto da Gregory La Cava.

## Trama
Nancy è una cantante a Messina (Ohio). Quando partecipa al matrimonio della sorella, si chiede cosa fare della sua vita e prende il treno per New York. Sul treno si innamora di Steve, che è un donnaiolo e promette tante cose per il futuro della ragazza. Una volta a New York Nancy cerca di rivedere Steve, al quale non importa più di quest'incontro passeggero. Si trova dunque senza impresario come cantante, e lavora in un bar, ma poi si fa scoprire da Billy Ross, e canta in un club mondano. Si dà dunque l'occasione dell'incontro con Tommy, il fratello di Steve. Nancy sposa Tommy, ancora sognando Steve. Poco a poco, vedrà qual è il suo vero amore...

## Produzione
Il film fu prodotto dall'Universal Pictures.

## Distribuzione
Il copyright del film, richiesto dalla Universal Pictures Co., Inc., fu registrato il 26 agosto 1941 con il numero LP10683.
Distribuito dall'Universal Pictures, uscì nelle sale cinematografiche statunitensi il 27 agosto 1941.